# Georges Aubry
Pour les articles homonymes, voir Aubry.
Georges Aubry, né à Gentilly est un peintre, marchand d'art et collectionneur français du XXe siècle.

## Biographie
Sociétaire du Salon d'automne, marchand de tableaux, on lui doit de nombreuses natures mortes qui ont été réputées. Il spécialisa son commerce sur les artistes de la Renaissance et du XVIIIe siècle et découvrit Utrillo et Max Jacob. Georges Aubry a été le premier marchand des oeuvres graphiques de Max Jacob. En 1920, à l’initiative de Georges Aubry, Max Jacob bénéficie de sa première grande exposition chez Bernheim-Jeune. Le catalogue dont la préface est rédigée par l'auteur  recense une centaine de gouaches regroupées en quatre catégories : « Dans la rue » (Montparnasse, Pigalle, le Bois de Boulogne…) ; « Au théâtre » (L’Entracte, la Lumière électrique, les Ballets russes, le Théâtre français…) ; « Paysages et divers » (Le Luxembourg, Paris, la Riviera…) et « Voyage en Bretagne » (Douarnenez, Quimper, Pont-Croix, Scènes de la vie bretonne…). Un seul sujet religieux est présenté́, une Crucifixion. L'exposition est un succès. 
Engagé volontaire lors de la Première Guerre mondiale, il y est gravement blessé et dut subir l’amputation d'une jambe. 
Collectionneur de céramiques, de livres illustrés et d'éditions originales modernes, il constitua une importante collection de dessins de Delacroix. 
En 1928, au Salon d’automne, il expose une Vue de Prunay-le-Temple et une Vue d'Aubergenville. 
En 1941, touché par les lois d'exclusion du régime de Vichy, le marchand d'art Pierre Loeb cède sa galerie à Georges Aubry. Elle lui sera restituée après la guerre après la demande insistante de Picasso. Son nom apparaît dans le catalogue des MNR.  